# Surdolimpíadas
As Surdolimpíadas, também conhecidas por Olimpíadas para Surdos, é um evento multidesportivo internacional, organizado para atletas surdos pelo Comitê Internacional de Desportos para Surdos (ICSD). O nome é uma combinação das palavras "surdo" e "olimpíada" aludindo aos jogos olímpicos.
As Surdolímpiadas acontecem a cada 4 anos, e são o evento multi-esportivo mais antigo depois dos Jogos Olímpicos . Os primeiros Jogos realizados em Paris em 1924, foram também o primeiro evento esportivo para pessoas com deficiência. O evento sempre teve a periodicidade de quatro anos, exceto durante a Segunda Guerra Mundial e em 1949 foi criada a versão de inverno. Originalmente, um evento de 148 atletas de países europeus cresceu para um movimento europeu.
No seu início, o evento era conhecido como Jogos Internacionais para Surdos ou Jogos Internacionais Silenciosos no período de 1924 a 1965. De 1966 a 1999 tiveram outra nomenclatura, Jogos Mundiais para Surdos, e ocasionalmente Jogos Mundiais Silenciosos. Desde 2000 adota-se o nome Surdolímpiadas.
Para participar nos Jogos, os atletas devem ter perdido 55 décibeis no seu "ouvido melhor". Aparelhos auditivos, implantes cocheares e qualquer objeto do tipo não tem seu uso permitido na competição, visando deixar todos os atletas no mesmo nível. Outros exemplos de variação acontecem com os juízes. Em vez de soprar um apito, o juiz usa uma bandeira vermelha. Na natação e no atletismo um flash vermelho é usado no lugar da pistola.

## Sedes das Surdolímpiadas

### Surdolímpiadas de Verão
| Ano                                                           | Jogos | Cidade-sede                 | País               |
| 1924                                                          | I     | Paris                       | França             |
| 1928                                                          | II    | Amsterdam                   | Países Baixos      |
| 1931                                                          | III   | Nüremberg                   | Alemanha           |
| 1935                                                          | IV    | Londres                     | Reino Unido        |
| 1939                                                          | V     | Estocolmo                   | Suécia             |
| Não houve jogos entre 1940–48 devido a Segunda Guerra Mundial |       |                             |                    |
| 1949                                                          | VI    | Copenhagen                  | Dinamarca          |
| 1953                                                          | VII   | Bruxelas                    | Bélgica            |
| 1957                                                          | VIII  | Milão                       | Itália             |
| 1961                                                          | IX    | Helsinque                   | Finlândia          |
| 1965                                                          | X     | Washington DC               | Estados Unidos     |
| 1969                                                          | XI    | Belgrado                    | Iugoslávia         |
| 1973                                                          | XII   | Malmö                       | Suécia             |
| 1977                                                          | XIII  | Bucareste                   | Roménia            |
| 1981                                                          | XIV   | Colônia                     | Alemanha Ocidental |
| 1985                                                          | XV    | Los Angeles                 | Estados Unidos     |
| 1989                                                          | XVI   | Christchurch                | Nova Zelândia      |
| 1993                                                          | XVII  | Sofia                       | Bulgária           |
| 1997                                                          | XVIII | Copenhagen                  | Dinamarca          |
| 2001                                                          | XIX   | Roma                        | Itália             |
| 2005                                                          | XX    | Melbourne                   | Austrália          |
| 2009                                                          | XXI   | Taipei                      | Taipé Chinesa      |
| 2013                                                          | XXII  | Sofia/Füssen                | Bulgária/ Alemanha |
| 2017                                                          | XXIII | Samsun                      | Turquia            |
| 2021                                                          | XXIV  | Caxias do Sul - Farroupilha | Brasil             |

### Surdolímpiadas de Inverno
| Ano  | Jogos | Cidade-sede          | País               |
| 1949 | I     | Seefeld              | Áustria            |
| 1953 | II    | Oslo                 | Noruega            |
| 1955 | III   | Oberammergau         | Alemanha Ocidental |
| 1959 | IV    | Montana-Vermala      | Suíça              |
| 1963 | V     | Åre                  | Suécia             |
| 1967 | VI    | Berchtesgaden        | Alemanha Ocidental |
| 1971 | VII   | Adelboden            | Suíça              |
| 1975 | VIII  | Lake Placid          | Estados Unidos     |
| 1979 | IX    | Méribel              | França             |
| 1983 | X     | Madonna di Campiglio | Itália             |
| 1987 | XI    | Oslo                 | Noruega            |
| 1991 | XII   | Banff                | Canadá             |
| 1995 | XIII  | Ylläs                | Finlândia          |
| 1999 | XIV   | Davos                | Suíça              |
| 2003 | XV    | Sundsvall            | Suécia             |
| 2007 | XVI   | Salt Lake City       | Estados Unidos     |
| 2011 | XVII  | Cancelada            |                    |
| 2015 | XVIII | Khanty-Mansiysk      | Rússia             |
| 2019 | XIX   | Província de Sondrio | Itália             |

## Esportes
Os seguintes eventos estão no programa atual das Surdolímpiadas:

### Esportes de verão

#### Esportes individuais
| - Atletismo - Badminton - Boliche - Caratê - Ciclismo | - Judô - Lutas - Natação - Orientação |  | - Tênis - Tênis de mesa - Taekwondo - Tiro Desportivo |  |

#### Esportes coletivos
- Basquete
- Futebol
- Vôlei
- Vôlei de praia

## Eventos que já estiveram no programa
- Ginástica artística
- Handebol
- Pólo aquático
- Saltos ornamentais

### Eventos de inverno

#### Esportes individuais
- Esqui alpino
- Esqui cross-country
- Snowboard
- Xadrez

#### Esportes coletivos
- Curling
- Futsal ( a partir de 2023)
- Hóquei no gelo